# جيمس دين (ممثل إباحي)
بريان سيفيلا (بالإنجليزية: James Deen)‏ (بالإنجليزية: Bryan Sevilla)؛ (ولد 7 فبراير 1986)، أشتهر باسمه الفني جيمس دين (بالإنجليزية: James Deen)، في إشارة إلى الممثل جيمس دين، هو ممثل إباحي ومخرج أميركي. دخل إلى عالم صناعة الإباحية سنة 2004 في 18 من عمره. تحصل على الاهتمام بسبب بنيته النحيلة نسبيًا، خلوهِ من الوشوم وإغراء الرجل العادي، خلافًا للصورة النمطية للممثلين الذكور في الصناعة الإباحية التي تطغى عليهم الإفراط في القوة والعنف.

## النشأة
ولد دين باسم براين سيفيلا في لوس أنجلوس، كاليفورنيا، وترعرع في باسادينا. والده مهندس ميكانيكي ووالدته مهندسة حاسبات؛ عمل أحدهم في مختبر الدفع النفاث. تخرج سيفيلا من مدرسة لا كانيادا الثانوية عام 2004. في السابعة عشر من عمره، انتقل دين مع والده. وعمل في ستاربكس لسنتين ودرس في كلية مدينة باسادينا.

## روابط خارجية
- جيمس دين على موقع IMDb (الإنجليزية)
- جيمس دين على موقع روتن توميتوز (الإنجليزية)
- جيمس دين على موقع ألو سيني (الفرنسية)
- جيمس دين على موقع قاعدة بيانات الفيلم (الإنجليزية)
- جيمس دين على موقع كينوبويسك (الروسية)